# La guerrilla
La Guerrilla es una coproducción cinematográfica de 1972 entre España y Francia dirigida por Rafael Gil y protagonizada por Francisco Rabal, Jacques Destoop y Julia Saly.

## Reparto
- Francisco Rabal es El Cabrero.
- Jacques Destoop es Coronel Etienne Santamour.
- Julia Saly es Juana María.
- Rafael Alonso es Paco Salomón.
- Benoît Ferreux
- José Nieto es Valentín.
- Lola Gaos es una Aldeana.
- Eulália del Pino es Mujer de Valentín.
- Charo López es Dora.
- José Orjas es un Aldeano.
- José María Seoane
- Edy Biagetti
- Luis Induni es El Reverendo.
- Jesús Tordesillas es Don Alonso.
- Fernando Sánchez Polack es un Guerrillero.
- Alejandro de Enciso
- Eduardo Calvo es El Tuerto.
- Fernando Expósito
- Frank Braña
- Simón Arriaga
- Javier de Rivera
- Fabián Conde es un Juez militar.
- Gonzalo de Esquíroz
- Fernando Sancho es Juan.

## Premios
28.ª edición de las Medallas del Círculo de Escritores Cinematográficos.
| Categoría               | Candidato       | Resultado |
| ----------------------- | --------------- | --------- |
| Mejor actriz de reparto | Lola Gaos       | Ganadora  |
| Mejor actor de reparto  | Fernando Sancho | Ganador   |